# Henry Edwards (regista)
Henry Edwards, nato Arthur Harold Ethelbert Edwards (Weston-super-Mare, 18 settembre 1883 – Chobham, 2 novembre 1952), è stato un regista, attore e produttore cinematografico inglese.
Negli anni venti, formò, insieme alla moglie, l'attrice Chrissie White, una delle coppie più note e popolari dello spettacolo londinese.

## Biografia
Arthur Harold Ethelbert Edwards nacque in Inghilterra, nel Somerset, a Weston-Super-Mare nel 1883.
Affascinato dalle scene, iniziò la sua carriera teatrale nel 1900, cominciando a recitare in piccoli teatri di provincia. Nel 1911, riuscì ad approdare sui palcoscenici del West End e, nel 1913, apparve a fianco di Ethel Barrymore a New York. Calcò le scene per quindici anni, lavorando anche come regista e commediografo. La sua prima apparizione sullo schermo risale al 1914, quando fece il suo esordio cinematografico in Clancarty.

## Filmografia

### Sceneggiatore
- The Naked Man, regia di Henry Edwards (1923)